# Jurij Rulew
Jurij Anatoljewicz Rulew (ros. Юрий Анатольевич Рулев; ur. 8 grudnia 1978) – kazachski skoczek narciarski, trener. Uczestnik mistrzostw świata w narciarstwie klasycznym (2001).

## Przebieg kariery
W zawodach międzynarodowych zadebiutował 9 stycznia 1999 podczas konkursu Pucharu Kontynentalnego w austriackim Bad Goisern. Zajął 53. miejsce. Tydzień później zadebiutował w Pucharze Świata w Zakopanem, odpadając na etapie kwalifikacji (zajął odpowiednio 49. i 53. lokatę). Wielokrotnie później startował w kwalifikacjach do PŚ, nie osiągając lokat pozwalających na występ w konkursie głównym.
W sezonie 2000/2001 został powołany na mistrzostwa świata w narciarstwie klasycznym w Lahti. 17 lutego 2001, w kwalifikacjach do konkursu na skoczni dużej zajął 48. miejsce, wyprzedzając jedynie kolegę z reprezentacji, Radika Żaparowa. 23 lutego awansował do 1. serii konkursowej konkursu na skoczni normalnej, skacząc na odległość 72,5 m i osiągając 37. miejsce. W konkursie zajął 44. lokatę. Dwa dni później, drużyna kazachska w składzie: Jurij Rulew, Radik Żaparow, Pawieł Gajduk i Stanisław Filimonow zajęła ostatnią, 11. pozycję w konkursie drużynowym.
Ostatni występ międzynarodowy Rulewa datowany jest na sezon 2001/2002. Wystąpił on w zawodach Pucharu Kontynentalnego w Lahti, zajmując w konkursach 48. i 40. miejsce.
Po zakończeniu kariery zawodniczej został trenerem kombinacji norweskiej.

## Mistrzostwa świata

### Indywidualnie
| 2001 Lahti | – | nie zakwalifikował się (K-116), 44. miejsce (K-90) |

### Drużynowo
| 2001 Lahti | – | 11. miejsce (K-116), 11. miejsce (K-90) |

### Starty J. Rulewa na mistrzostwach świata – szczegółowo
| Miejsce | Dzień     | Rok  | Miejscowość | Skocznia     | Punkt K | Konkurs  | Skok 1 | Skok 2 | Nota                  | Strata                  | Zwycięzca               |
| ------- | --------- | ---- | ----------- | ------------ | ------- | -------- | ------ | ------ | --------------------- | ----------------------- | ----------------------- |
| NQ      | 19 lutego | 2001 | Lahti       | Salpausselkä | K-116   | indywid. | 73,0 m | 73,0 m | 26,1 pkt              | Nie zakwalifikował się. | Nie zakwalifikował się. |
| 44.     | 23 lutego | 2001 | Lahti       | Salpausselkä | K-90    | indywid. | 71,0 m | –      | 70,0 pkt              | 176,0 pkt               | Adam Małysz             |
| 11.     | 24 lutego | 2001 | Lahti       | Salpausselkä | K-116   | druż.    | 74,0 m | 71,0 m | 291,2 pkt (56,4 pkt)  | 648,6 pkt               | Niemcy                  |
| 11.     | 25 lutego | 2001 | Lahti       | Salpausselkä | K-90    | druż.    | 74,5 m | 79,5 m | 628,0 pkt (167,5 pkt) | 325,5 pkt               | Austria                 |